# I, Monarch
I, Monarch är det amerikanska death metal-bandet Hate Eternals tredje studioalbum, släppt juni 2005 av skivbolaget Earache Records.

## Låtförteckning
1. "Two Demons" – 3:55
2. "Behold Judas" – 4:21
3. "The Victorious Reign" – 3:38
4. "To Know Our Enemies" – 4:15
5. "I, Monarch" – 4:37
6. "Path to the Eternal Gods" – 03:28
7. "The Plague of Humanity" – 4:02
8. "It Is Our Will" – 4:41
9. "Sons of Darkness" – 4:56
10. "Faceless One" (instrumental) – 4:39

- Text och musik: Erik Rutan (spår 1, 3–5, 7, 10), Rutan/Randy Piro (spår 2, 9), Rutan/Derek Roddy (spår 6, 8)

## Medverkande
Musiker (Hate Eternal-medlemmar)
- Erik Rutan – sång, gitarr
- Derek Roddy – trummor, percussion
- Randy Piro – basgitarr

Bidragande musiker
- Harold "Chip" Staples – programmering, didjeridu

Produktion
- Erik Rutan – producent, ljudtekniker, ljudmix
- Shawn Ohtani – ljudtekniker
- Derek Roddy – ljudtekniker
- Alan Douches – mastering
- Paul Romano – omslagsdesign, omslagskonst
- Jimmy Hubbard – foto
- Mark Coatsworth – foto
- Jennifer Gedeon – logo